# Charonia variegata
Charonia variegata é uma espécie marina de búzio predador, pertencente à família Ranellidae. O taxon é considerado por alguns autores como uma subespécie de Charonia tritonis, denominada C. tritonis variegata.

## Descrição
O tamanho da concha varia entre 100 mm e 374 mm, com um comprimento méximo registado de 374 mm. A concha é cónica, com uma torre longa e pontiaguda, sem protuberâncias, mas algo mais arredondada que a concha da espécie Charonia tritonis do Oceano Pacífico.